# Europski investicijski fond
Europski investicijski fond (EIF) europska je institucija čija je glavna svrha ekonomska podrška stvaranju, rastu i razvoju malih i srednjih poduzeća.
Osnovana je 1993. godine temeljem prijedloga donesenog na Europskom vijeću u Edinburgu u prosincu 1992. godine. Sjedište Europskog investicijskog fonda je u gradu Luxembourgu.

## Dioničari
Fond je svojom pravnom osobnošću javno-privatno partnerstvo s tročlanom bazom dioničara:
- Europska investicijska banka većinski je dioničar sa 62 % od 2000. godine.
- Europska unija, putem Komisije, posjeduje 29 % dionica, ali 2007. utvrđeno je da će se taj postotak postupno povećavati na 30 %.
- Preostalih 9 % posjeduje 30 europskih banaka i financijskih institucija, iz članica EU i Turske.

## Cilj i instrumenti
Fond ima za cilj provoditi europske politike u području poduzetništva, tehnologije, inovacija i regionalnog razvoja. Ovaj se zadatak u osnovi postiže davanjem jamstava ili izravnim intervencijama u kapitalu poduzeća. Da bi to postigao, EIF ima na raspolaganju financijska sredstva od oko 18 milijardi eura što iz vlastitih sredstava što iz sredstava Europske investicijske banke (EIB) i Europske unije, ali i država članica ili trećih strana.
Međutim, baš kao i svaki privatni investicijski fond, EIF mora stvoriti poslovati s dobitkom i stvoriti odgovarajući profit za dioničare.
Svojim financiranjem Fond može intervenirati u cijelom lancu stvaranja nove vrijednosti tvrtke. Na raspolaganju su mu sljedeći instrumenti:
- Vlasnički instrumenti: ulaganja rizičnog kapitala, mezzanine fondovi, inkubatori i transferi tehnologije.
- Jamstva i alati podrške za aktivaciju kredita kroz sekuritizaciju i davanje jamstava i protugarancija za mikrokredite, zajmove i leasing malim i srednjim poduzećima prema bankama, leasing tvrtkama i drugim financijskim institucijama, u svrhu poboljšanja njihove kreditne sposobnosti i dostupnosti i poboljšanja uvjeta zajmova.

EIF može djelovati u državama članicama Europske unije i u zemljama kandidatima i zemljama EFTA-e (Island, Lihtenštajn, Norveška i Švicarska).

## Upravljanje
Europskim investicijskim fondom upravljaju četiri tijela:
- glavni direktor (od siječnja 2020., Alain Godard), imenovan na petogodišnji obnovljivi mandat;
- upravni odbor kojeg čini sedam članova, koje je imenovala Skupština na mandat koji se može obnoviti na dvije godine;
- odbor za reviziju;
- godišnja skupština.

Izvršni direktor odgovoran je za svakodnevno upravljanje Fondom. Izvještava Upravni odbor sastavljen od članova koje su odredile tri skupine dioničara, a sastaje se 10-12 puta godišnje. Dioničari EIF-a sastaju se jednom godišnje na Generalnoj skupštini, posebno radi prihvaćanja financijskih izvještaja i revizije koju provodi Odbor za reviziju. Dioničari se također ponekad sastaju na informativnim sjednicama tijekom cijele godine. Konačno, uloga Odbora za reviziju je provjeriti jesu li se poslovi Europskog investicijskog fonda odvijali u skladu s postupcima utvrđenim u njegovom statutu te da su računovodstveni dokumenti sastavljeni na istinit i ispravan način.

## Vanjske poveznice
- Službena mrežna stranica Europskog investicijskog fonda